# Gregariella semigranata
Gregariella semigranata is een tweekleppigensoort uit de familie van de Mytilidae. De wetenschappelijke naam van de soort is voor het eerst geldig gepubliceerd in 1858 door Reeve.